# La sociedad de la nieve
La sociedad de la nieve es una película dramática española de 2023, dirigida y escrita por J. A. Bayona, basada en el libro homónimo de Pablo Vierci, que a su vez se basa en el documental  homónimo de Gonzalo Arijón que relata el accidente del vuelo 571 de la Fuerza Aérea Uruguaya en la cordillera de los Andes en 1972. La película está protagonizada por Enzo Vogrincic en el papel de Numa Turcatti, uno de los pasajeros del vuelo. 
La película se estrenó en las salas de cine de Uruguay el 13 de diciembre de 2023, y en las de España dos días más tarde. Asimismo, se estrenó mundialmente el 4 de enero de 2024 en la plataforma Netflix. Fue elegida por la Academia de las Artes y las Ciencias Cinematográficas para representar a España en los Premios Óscar 2024 en la categoría de Mejor Película Internacional. Se trata, además, de la tercera película más galardonada en la historia de los Premios Goya, por detrás de Mar adentro y ¡Ay, Carmela!.
Se proyectó el 9 de septiembre de 2023 en la clausura del 80.º Festival Internacional de Cine de Venecia. El 1 de septiembre de 2023, J.A. Bayona presentó la película a los supervivientes, a sus familias y a las familias de los pasajeros fallecidos del avión Fairchild FH-227D.

## Sinopsis
Un avión uruguayo en el que viajan los jugadores del equipo de rugby del Old Christians Club de Montevideo se estrella en la cordillera de los Andes y los supervivientes deben sobreponerse a las condiciones extremas para mantenerse vivos.

## Reparto y personajes
El reparto está compuesto por actores uruguayos y argentinos:
- Enzo Vogrincic como Numa Turcatti. Estudiante de derecho de 24 años, viajó a Chile por invitación de sus amigos Gastón Costemalle, Pancho Delgado y Alfredo Cibils. No jugaba al rugby, sino al fútbol, y apenas conocía al resto de los pasajeros. Salió ileso del choque e inmediatamente se entregó al servicio del grupo. Participó de varias expediciones. Fue el último en morir, apenas doce días antes del rescate.
- Agustín Pardella como Nando Parrado. Estudiante y jugador de rugby de 22 años. Viajó junto a su madre, su hermana y sus amigos íntimos, Panchito Abal y Guido Magri. Tras el accidente, quedó inconsciente por tres días a causa de una fuerte conmoción cerebral. Participó junto a Canessa de la expedición final para buscar ayuda.
- Andy Pruss como Roy Harley. Estudiante de ingeniería de 20 años y jugador de rugby. Tras el accidente, reparó la radio que sirvió para escuchar las noticias.
- Matías Recalt como Roberto Canessa. Estudiante de medicina y jugador de rugby de 19 años. Ocurrido el accidente, asumió el papel de médico y prestó cuidados a los heridos. Participó junto a Parrado de la expedición final para buscar ayuda.
- Tomás Wolf como Gustavo Zerbino. Estudiante de medicina y jugador de rugby de 19 años. Participó en las primeras excursiones. Además, se encargó de atender a los heridos y de preservar la memoria de los que murieron en la montaña, recopilando sus objetos personales con el fin de entregarlos a sus familiares.
- Diego Vegezzi como Marcelo Pérez del Castillo. Estudiante de arquitectura de 25 años y capitán del equipo de rugby del Old Christians Club. Tras el accidente, asumió el liderazgo del grupo. Racionaba los víveres y organizaba los grupos de trabajo. Fue una de las víctimas del alud.
- Fernando Contigiani como Arturo Nogueira. Estudiante de economía y jugador de rugby de 21 años. En el impacto se fracturó sus piernas y quedó gravemente herido, por lo que estuvo hasta el final confinado a una camilla en el fuselaje. Murió de septicemia un mes antes del rescate.
- Esteban Kukuriczka como Fito Strauch Urioste. Estudiante de ingeniería agronómica de 24 años. Inventó la máquina para derretir hielo y las gafas de sol. Viajó con sus primos Eduardo Strauch Urioste, Daniel Fernández Strauch y Daniel Shaw Urioste. Los tres primos Strauch asumieron un papel de liderazgo fundamental para la organización del grupo.
- Valentino Alonso como Alfredo Pancho Delgado. Estudiante de derecho de 24 años. Fue invitado al viaje por Gastón Costemalle  y convenció a su mejor amigo Numa Turcatti de acompañarlo. A causa del accidente, tuvo heridas de gravedad en una pierna.
- Francisco Romero como Daniel Fernández Strauch. Estudiante de ingeniería agronómica de 26 años. Junto con sus primos Eduardo y Fito Strauch fueron los que tuvieron que repartir carne humana entre los demás, asumiendo también un liderazgo en el grupo.
- Esteban Bigliardi como Javier Methol. 36 años. Fue invitado por su primo Panchito Abal. Viajó con su esposa Liliana Navarro, con quien tenía cuatro hijos.
- Agustín Della Corte como Antonio Tintín Vizintín. Estudiante de derecho y jugador de rugby de 19 años. A consecuencia del accidente, se fracturó dos costillas.
- Louta como Gastón Costemalle. Estudiante de derecho y jugador de rugby de 23 años. Había perdido recientemente a su padre y a su hermano. Invitó a Chile a su íntimo amigo Coche Inciarte y a sus compañeros de facultad Pancho Delgado y Numa Turcatti. Murió al salir disparado del avión tras el choque.
- Blas Polidori como Gustavo Coco Nicolich. Estudiante de veterinaria y jugador de rugby de 20 años. Voló con su grupo de amigos: Roy Harley, Carlitos Páez, Diego Storm y Bobby François. Varado en la montaña, escribió cartas a su familia relatando el accidente y los días de supervivencia, también fue quien aviso sobre el fin de la búsqueda del avión. Murió en el alud.
- Benjamín Segura como Rafael Vasco Echavarren. Estudiante de lechería de 22 años. A causa del accidente, su pierna quedó gravemente herida, por lo que quedó condenado a una camilla del avión; aun así era optimista y tenía esperanza de ser rescatado. Murió de septicemia tres semanas antes del rescate.
- Santiago Vaca Narvaja como Daniel Maspons. Estudiante y jugador de rugby de 20 años. Íntimo amigo de Roberto Canessa. Salió ileso del accidente y formó parte de los expedicionarios. Murió en la avalancha.
- Rafael Federman como Eduardo Strauch. Estudiante de arquitectura de 25 años. Viajó a Chile con sus primos y su mejor amigo, Marcelo Pérez del Castillo.
- Emanuel Parga como el sargento Carlos Roque. Mecánico del avión de 24 años. El único miembro de la tripulación que sobrevivió al choque, pero falleció en la avalancha.
- Felipe González Otaño como Carlitos Páez. Estudiante de 18 años y jugador de rugby. Era el bromista del grupo, intentando trasmitir optimismo a los demás.
- Simón Hempe como José Luis Coche Inciarte. Estudiante de ingeniería agronómica de 24 años. Fue invitado por su mejor amigo Gastón Costemalle.
- Rocco Posca como Ramón Moncho Sabella. Estudiante de agronomía de 21 años.
- Jerónimo Bosia como Panchito Abal. Jugador de rugby de 21 años, el mejor amigo de Nando Parrado. Acaecido el accidente, quedó gravemente herido con una hemorragia cerebral y murió la primera noche.
- Juan Caruso como Álvaro Mangino. Estudiante de 19 años, pertenecía al grupo de los más jóvenes. Se fracturó una pierna en el accidente, porque tuvo que arrastrarse hasta el rescate.
- Paula Baldini como Liliana Navarro. 34 años. Viajó con su esposo Javier Methol, con quien tenía cuatro hijos. Salió ilesa del impacto y ofreció consuelo a los muchachos más jóvenes, teniendo una actitud maternal hacía ellos. Fue una de las víctimas del alud.
- Maximiliano de la Cruz como el teniente coronel Dante Lagurara., copiloto de 41 años. Quedó malherido tras el impacto y comunicó a los sobrevivientes que el avión había pasado Curicó. Murió poco después, en la primera noche.
- Felipe Ramusio como Diego Storm. Estudiante de medicina de 20 años. Sobrevivió al siniestro y, horas después, vio que Nando Parrado estaba vivo y sugirió moverlo a un lugar menos frío, salvando su vida. Fue una de las víctimas del alud.
- Alfonsina Carrocio como Susana Parrado. 20 años. Viajó con su madre y su hermano Nando. Estuvo gravemente herida tras el accidente y murió horas antes de la declaración del fin de la búsqueda del avión.
- Federico Aznárez como Enrique Platero. Estudiante de agronomía y jugador de rugby de 22 años. Luego del siniestro, permaneció herido por un tubo de acero que se había clavado en su estómago, sobrevivió pero murió en el alud.
- Juan Diego Eirea como Juan Carlos Menéndez. Estudiante de derecho de 22 años. Salió ileso del accidente, aunque fue una de las víctimas del alud.
- Agustín Berrutti como Roberto Bobby François. Estudiante de agronomía de 20 años. Salió ileso del choque, aunque tuvo una actitud deprimente y fatalista.
- Luciano Chatton como Pedro Algorta. Estudiante de economía de 21 años, invitado por su amigo Arturo Nogueira. Salió ileso del accidente.
- Julián Bedino como Guido Magri. Estudiante de agronomía y jugador de rugby de 23 años. Murió al salir disparado del avión tras el choque.
- Toto Rovito como Alexis Hounié. Estudiante de veterinaria y jugador de rugby de 20 años. Murió al salir disparado del avión tras el choque.
- Agustín Lain como Carlos Valeta. Con 18 años, fue el más joven de los pasajeros. Salió disparado del avión tras el choque, pero sobrevivió. Cuando iba al encuentro de los pasajeros en el fuselaje, se hundió en la nieve y murió asfixiado.
- Francisco Bereny como Felipe Maquirriaín. Estudiante de economía de 22 años, invitado por su amigo Arturo Nogueira. Herido en el accidente, murió durante la primera noche.
- Virginia Kaufmann como Esther Horta de Nicola. 40 años. Viajaba con su marido, el Dr. Nicola. Tenían cuatro hijos en común. Murió en el choque.
- Lautaro Bakir como Julio Martínez Lamas. Jugador de rugby y empleado bancario de 24 años. Estaba herido y murió durante la primera noche.
- Lucas Mascareña como Fernando Vázquez. Estudiante de medicina de 20 años, invitado por su amigo Roberto Canessa. Estaba herido y murió durante la primera noche.
- Tea Alberti como Graciela Augusto de Mariani. 43 años. Viajaba a Chile para asistir a la boda de su hija. Herida tras el choque, se la pasó quejándose del dolor al quedar sus piernas enganchadas en los asientos, muriendo en la primera noche.
- Federico Formento como Daniel Shaw Urioste. Jugador de rugby de 24 años. Viajó con sus primos Adolfo y Eduardo Strauch Urioste. Murió al salir disparado del avión tras el choque.
- Giselle Pereyra como Eugenia Dolgay. 50 años. Madre de Nando y Susana Parrado. Murió en el choque.
- Fran Burghi como Alfredo Cibils, estudiante de derecho de 24 años. Amigo de Numa Turcatti, Pancho Delgado y Gastón Costemalle. A último momento canceló su asistencia al viaje debido a exámenes de la universidad. Sentiría mucha culpa por recomendar a Turcatti viajar en el avión.
- Carlitos Páez como su padre, Carlos Páez Vilaró, artista uruguayo que llevó a cabo su propia búsqueda del avión desaparecido.
- Ezequiel Fadel Hinojosa como Sergio Catalán, arriero chileno, la primera persona con quien se contactaron Roberto Canessa y Fernando Parrado, el 21 de diciembre.

Algunos de los sobrevivientes reales como Parrado, Canessa, Inciarte y Zerbino hicieron cameos en la película.

## Producción

### Desarrollo
Bayona descubrió el libro de Vierci mientras investigaba para su película de 2012 Lo imposible y compró los derechos del libro al final del rodaje. Los realizadores grabaron más de 100 horas de entrevistas con todos los supervivientes vivos. Los actores tuvieron contacto con los supervivientes y las familias de las víctimas.
A diferencia de las películas de 1976 y 1993 –Supervivientes de los Andes y ¡Viven!, respectivamente–, La sociedad de la nieve es la primera adaptación que utiliza los nombres reales de todos los pasajeros fallecidos.

### Rodaje

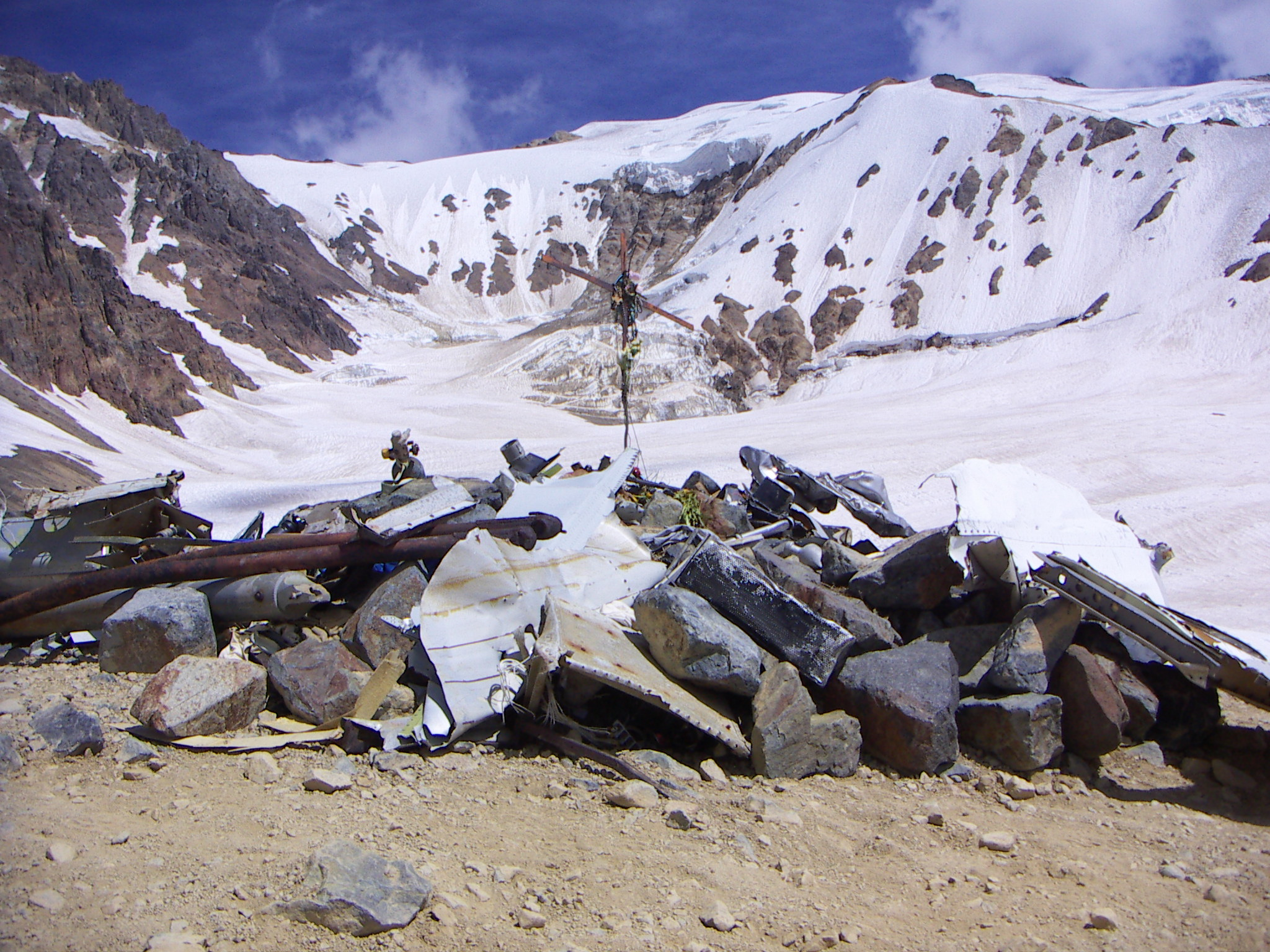
Memorial de la tragedia de Los Andes.

Los lugares de rodaje incluyen Sierra Nevada, España; Montevideo, Uruguay; y Chile y Argentina en los Andes, incluido el lugar real del accidente. En agosto de 2021, una segunda unidad, encabezada por Alejandro Fadel, director argentino de Murder Me, Monster, filmó paisajes en Chile como referencia en la producción y postproducción virtual en el set. La fotografía principal tuvo lugar en Sierra Nevada del 10 de enero al 29 de abril de 2022. En Sierra Nevada, la producción se vio desafiada por la escasez de nieve y la capa de aire del Sahara, que cubrió las montañas de naranja. Se utilizaron tres réplicas de restos de fuselaje: una se colocó en un hangar construido en un estacionamiento, otra enterrada en nieve artificial y sostenida por una grúa hidráulica que permitía mover el fuselaje y la otra sobre un tarn a 3000 m de altitud. En el hangar, una pantalla de 30 metros de altura mostraba las imágenes de los Andes de la segunda unidad. Una tercera unidad se encargó de tiros de montaña más peligrosos. Las tres unidades constaban de alrededor de 300 trabajadores. El rodaje en Uruguay concluyó a fines de julio de 2022 y la producción continuó en Madrid.
David Martí y Montse Ribé, maquilladores de efectos especiales ganadores de un premio de la Academia por El laberinto del fauno, crearon prótesis de cadáveres y heridas. La posproducción duró alrededor de cinco meses e involucró a más de 300 personas. Vierci, quien se desempeñó como productor asociado, visitó el set en Sierra Nevada.

## Recepción

### Crítica
En el sitio web agregador de reseñas Rotten Tomatoes, el 90% de las 87 reseñas de los críticos son positivas, con una calificación promedio de 7.9/10. El consenso del sitio web dice: «La Sociedad de la Nieve aporta una habilidad técnica magistral a su historia de una tragedia de la vida real, pero nada de ese espectáculo se produce a expensas de su mensaje simple y poderoso». Metacritic, que utiliza una media ponderada, asignó una puntuación de 71 sobre 100 basada en 30 críticas, lo que indica «generalmente favorable».
David Rooney de The Hollywood Reporter escribió que Bayona recupera «la tragedia de la vida real y la historia de la resiliencia humana... con autenticidad y un realismo escalofriante, con emoción pero sin sensacionalismo»; comentó además, que la película es «desigual pero en última instancia efectiva». Marcelo Stiletano de La Nación calificó a la cinta como "excelente", comentando que la historia es contada «a escala humana... deja de a poco que en el espectador aparezca un sentimiento creciente de empatía y comprensión frente a la situación límite, extrema hasta lo inimaginable, que tiene frente a sus ojos».
Una de las críticas realizadas por Jorge Majfud, el autor de Cine político latinoamericano, apunta al fenómeno mediático y sociológico de esta nueva versión que repite el argumento de películas anteriores sin una relectura que la justifique, debido a que se trata de un fenómeno comercial que explota una tragedia que cumple con los patrones raciales y de clase, propios de la dominante industria cultural anglosajona. 

### Premios y nominaciones
| Premio                                                   | Fecha                    | Categoría                                                                    | Nominado                                                                     | Resultado | Ref.          |
| -------------------------------------------------------- | ------------------------ | ---------------------------------------------------------------------------- | ---------------------------------------------------------------------------- | --------- | ------------- |
| Festival Internacional de Cine de San Sebastián          | 30 de septiembre de 2023 | Ciudad de Donostia / Premio del Público de San Sebastián a la Mejor Película | Ciudad de Donostia / Premio del Público de San Sebastián a la Mejor Película | Ganadora  | [ 31 ]        |
| Festival de Cine de Mill Valley                          | 12 de octubre de 2023    | Premio del público / ¡Viva el cine! - Narrativa                              | Premio del público / ¡Viva el cine! - Narrativa                              | Ganadora  | [ 32 ]        |
| Festival de Cine de Middleburg                           | 20 de octubre de 2023    | Premio del público / Largometraje internacional                              | Premio del público / Largometraje internacional                              | Ganadora  | [ 33 ]        |
| Camerimage                                               | 22 de octubre de 2023    | Golden Frog / Competición principal                                          | Pedro Luque (director de fotografía) / Juan Antonio Bayona (director)        | Nominados | [ 34 ]        |
| Premios de Música de Hollywood de Medios de Comunicación | 15 de noviembre de 2023  | Mejor banda sonora original: película independiente (lengua extranjera)      | Michael Giacchino                                                            | Ganador   | [ 35 ]        |
| Premios Forqué                                           | 16 de noviembre de 2023  | Mejor película de ficción                                                    | Mejor película de ficción                                                    | Nominada  | [ 36 ]        |
| Globos de Oro                                            | 7 de enero de 2024       | Mejor película en lengua no inglesa                                          | Mejor película en lengua no inglesa                                          | Nominada  | [ 37 ]        |
| Premios Feroz                                            | 26 de enero de 2024      | Mejor película dramática                                                     | Mejor película dramática                                                     | Nominada  | [ 38 ]        |
| Premios Feroz                                            | 26 de enero de 2024      | Mejor dirección                                                              | Juan Antonio Bayona                                                          | Ganador   | [ 38 ]        |
| Premios Feroz                                            | 26 de enero de 2024      | Mejor música original                                                        | Michael Giacchino                                                            | Nominado  | [ 38 ]        |
| Premios Feroz                                            | 26 de enero de 2024      | Mejor tráiler                                                                | Harry Eaton                                                                  | Ganador   | [ 38 ]        |
| Medallas del CEC                                         | 5 de febrero de 2024     | Mejor película                                                               | Mejor película                                                               | Ganadora  | [ 39 ] [ 40 ] |
| Medallas del CEC                                         | 5 de febrero de 2024     | Mejor director                                                               | Juan Antonio Bayona                                                          | Nominado  | [ 39 ] [ 40 ] |
| Medallas del CEC                                         | 5 de febrero de 2024     | Actor revelación                                                             | Matías Recalt                                                                | Ganador   | [ 39 ] [ 40 ] |
| Medallas del CEC                                         | 5 de febrero de 2024     | Mejor guion adaptado                                                         | Bernat Vilaplana, J.A. Bayona, Jaime Marqués-Olarreaga, Nicolás Casariego    | Ganadores | [ 39 ] [ 40 ] |
| Medallas del CEC                                         | 5 de febrero de 2024     | Mejor montaje                                                                | Andrés Gil, Jaume Martí                                                      | Ganadores | [ 39 ] [ 40 ] |
| Medallas del CEC                                         | 5 de febrero de 2024     | Mejor música                                                                 | Michael Giacchino                                                            | Nominado  | [ 39 ] [ 40 ] |
| Medallas del CEC                                         | 5 de febrero de 2024     | Mejor fotografía                                                             | Pedro Luque                                                                  | Ganador   | [ 39 ] [ 40 ] |
| Premios Goya                                             | 10 de febrero de 2024    | Mejor película                                                               | Mejor película                                                               | Ganadora  | [ 41 ]        |
| Premios Goya                                             | 10 de febrero de 2024    | Mejor dirección                                                              | Juan Antonio Bayona                                                          | Ganador   | [ 41 ]        |
| Premios Goya                                             | 10 de febrero de 2024    | Mejor actor revelación                                                       | Matías Recalt                                                                | Ganador   | [ 41 ]        |
| Premios Goya                                             | 10 de febrero de 2024    | Mejor guion adaptado                                                         | Bernat Vilaplana, J.A. Bayona, Jaime Marqués-Olarreaga, Nicolás Casariego    | Nominados | [ 41 ]        |
| Premios Goya                                             | 10 de febrero de 2024    | Mejor dirección de producción                                                | Margarita Huguet                                                             | Ganadora  | [ 41 ]        |
| Premios Goya                                             | 10 de febrero de 2024    | Mejor montaje                                                                | Andrés Gil, Jaume Martí                                                      | Ganadores | [ 41 ]        |
| Premios Goya                                             | 10 de febrero de 2024    | Mejor música original                                                        | Michael Giacchino                                                            | Ganador   | [ 41 ]        |
| Premios Goya                                             | 10 de febrero de 2024    | Mejor fotografía                                                             | Pedro Luque                                                                  | Ganador   | [ 41 ]        |
| Premios Goya                                             | 10 de febrero de 2024    | Mejor dirección artística                                                    | Alain Bainée                                                                 | Ganador   | [ 41 ]        |
| Premios Goya                                             | 10 de febrero de 2024    | Mejor diseño de vestuario                                                    | Julio Suárez                                                                 | Ganador   | [ 41 ]        |
| Premios Goya                                             | 10 de febrero de 2024    | Mejor maquillaje y peluquería                                                | Ana López-Puigcerver, Belén López-Puigcerver, Montse Ribé                    | Ganadoras | [ 41 ]        |
| Premios Goya                                             | 10 de febrero de 2024    | Mejor sonido                                                                 | Jorge Adrados, Oriol Tarragó, Marc Orts                                      | Ganadores | [ 41 ]        |
| Premios Goya                                             | 10 de febrero de 2024    | Mejores efectos especiales                                                   | Pau Costa, Félix Bergés, Laura Pedro                                         | Ganadores | [ 41 ]        |
| Premios de la Sociedad Internacional de Cinéfilos        | 10 de febrero de 2024    | Mejor película                                                               | Mejor película                                                               | Nominada  | [ 42 ]        |
| Premios de la Sociedad Internacional de Cinéfilos        | 10 de febrero de 2024    | Mejor reparto                                                                | Mejor reparto                                                                | Nominada  | [ 42 ]        |
| Premios de la Sociedad Internacional de Cinéfilos        | 10 de febrero de 2024    | Mejor guion adaptado                                                         | Juan Antonio Bayona, Jaime Marqués, Bernat Vilaplana, Nicolás Casariego      | Nominados | [ 42 ]        |
| Premios de la Sociedad Internacional de Cinéfilos        | 10 de febrero de 2024    | Mejor edición                                                                | Andrés Gil, Jaume Martí                                                      | Nominados | [ 42 ]        |
| Premios Óscar                                            | 10 de marzo de 2024      | Mejor película internacional                                                 | Mejor película internacional                                                 | Nominada  |               |
| Premios Óscar                                            | 10 de marzo de 2024      | Mejor maquillaje y peluquería                                                | Ana López-Puigcerver, David Martí y Montse Ribé                              | Nominados |               |
| Premios Sant Jordi                                       | 24 de abril de 2024      | Mejor película española                                                      | Mejor película española                                                      | Ganadora  | [ 43 ]        |